# هرمیستن (اورگن)
هرمیستن (به انگلیسی: Hermiston) شهری در شهرستان یومتیلا ایالت اورگن است و در سرشماری سال ۲۰۱۱ میلادی، ۱۶٬۷۴۵ نفر جمعیت داشته که نسبت به سال ۲۰۱۰، ۰٫۷۲ درصد رشد جمعیت داشته‌است.

## موقعیت جغرافیایی
موقعیت جغرافیایی شهرها و مناطق اطراف به شرح زیر است: